# Lissenfamilie

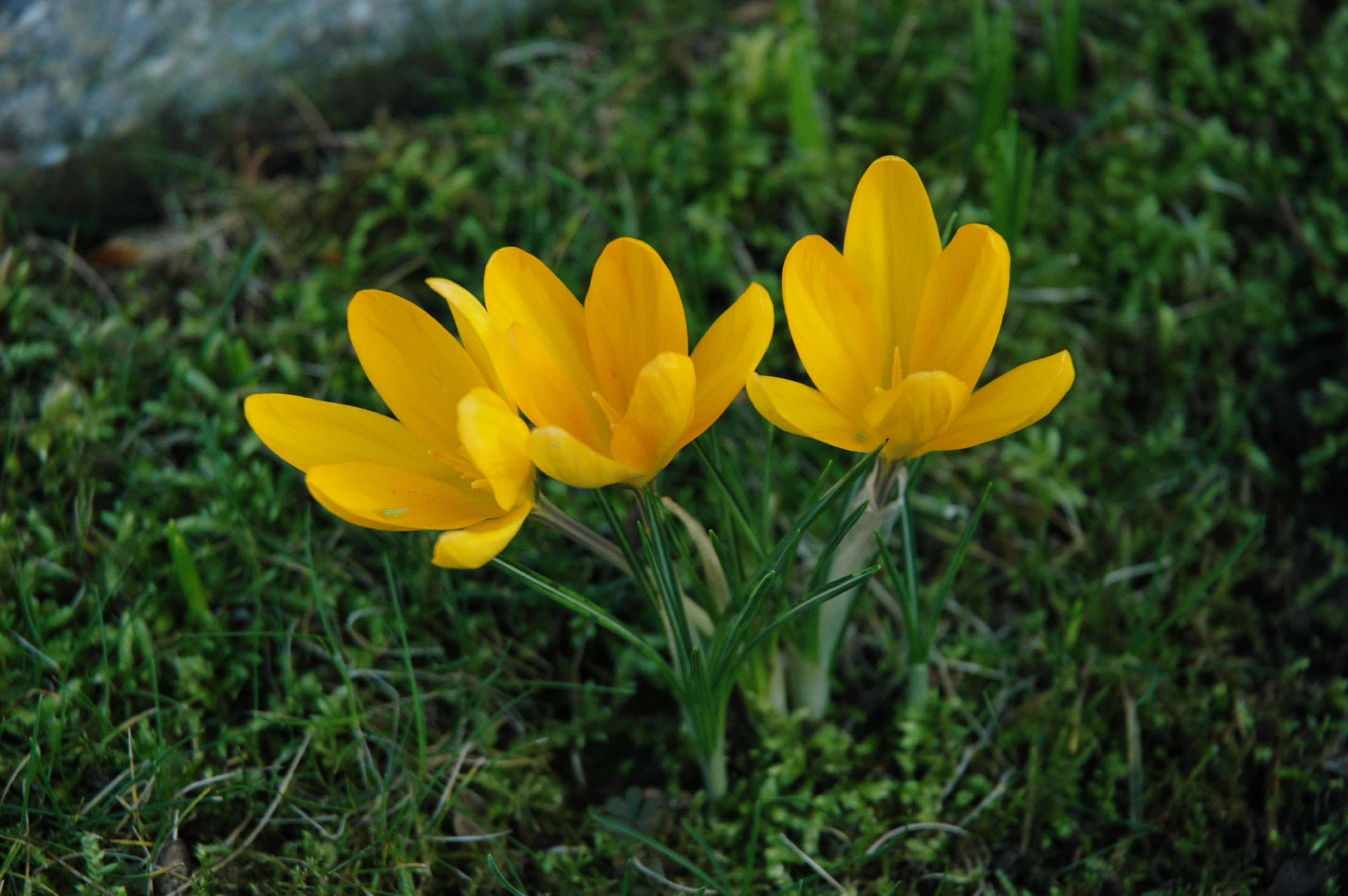
Bonte krokussen

De lissenfamilie (Iridaceae) is een familie van eenzaadlobbige, kruidachtige, overblijvende planten. De familie komt wereldwijd voor, behalve in koude streken en het noorden van Eurazië.
De familie bevat een aantal bekende gecultiveerde planten zoals freesia en krokus. De specerij saffraan wordt bereid uit de stempels van de saffraankrokus (Crocus sativus).
Het geslacht lis (Iris) en de volgende soorten worden in aparte artikelen behandeld:
- boerenkrokus (Crocus tommasinianus)
- bonte krokus (Crocus vernus)
- saffraankrokus (Crocus sativus)
- Freesia
- Gladiolus illyricus
- Gelasine
- blauwe lis (Iris germanica)
- Iris latifolia
- Iris lutescens
- gele lis (Iris pseudacorus)
- Iris reticulata
- ruslelie (Sisyrinchium bermudianum)

## Taxonomie
De lissenfamilie werd in het Cronquist-systeem (1981) ondergebracht bij de orde Liliales. In de hier gehanteerde APG II-systeem (2003) is de familie in de orde Asparagales geplaatst.
Als zovele families in de eenzaadlobbigen heeft deze familie een turbulente taxonomische geschiedenis. De APWebsite veronderstelt een indeling in een drietal onderfamilies:
- onderfamilie Isophysidoideae
- onderfamilie Crocoideae
- onderfamilie Iridoideae

De familie telt zo'n 1500 tot 2000 soorten. Een mogelijke lijst met geslachten:
- Ainea, Alophia, Anapalina, Anomatheca, Antholyza, Aristea, Babiana, Barnardiella, Belamcanda, Bobartia, Calydorea, Cardenanthus, Chasmanthe, Cipura, Cobana, Crocosmia, Cypella, Devia, Dierama, Dietes, Diplarrhena, Duthiastrum, Eleutherine, Ennealophus, Eurynotia, Ferraria, Fosteria, Freesia, Galaxia, Geissorhiza, Gelasine, Geosiris, Gladiolus, Gynandriris, Herbertia, Hermodactylus, Hesperantha, Hesperoxiphion, Hexaglottis, Homeria, Isophysis, Ixia, Kelissa, Klattia, Lapeirousia, Larentia, Lethia, Libertia, Mastigostyla, Melasphaerula, Micranthus, Moraea, Nemastylis, Neomarica, Nivenia, Olsynium, Onira, Orthrosanthus, Pardanthopsis, Patersonia, Phalocallis, Pillansia, Pseudotrimezia, Radinosiphon, Rheome, Rigidella, Roggeveldia, Romulea, Savannosiphon, Schizostylis, Sessilanthera, Sessilistigma, Sisyrinchium, Solenomelus, Sparaxis, Sphenostigma, Syringodea, Tapeinia, Thereianthus, Tigridia, Trimezia, Tritonia, Tritoniopsis, Watsonia, Witsenia, Zygotritonia

### Bloemdiagram

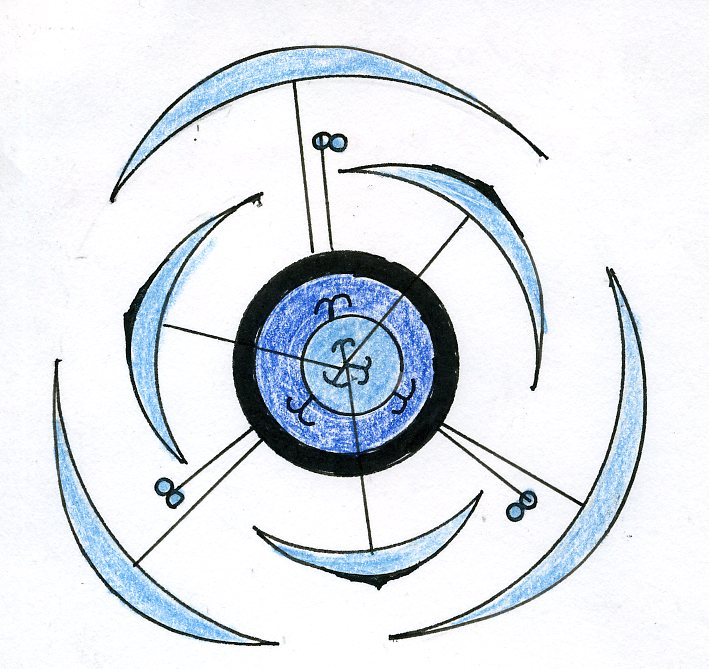
Bloemdiagram
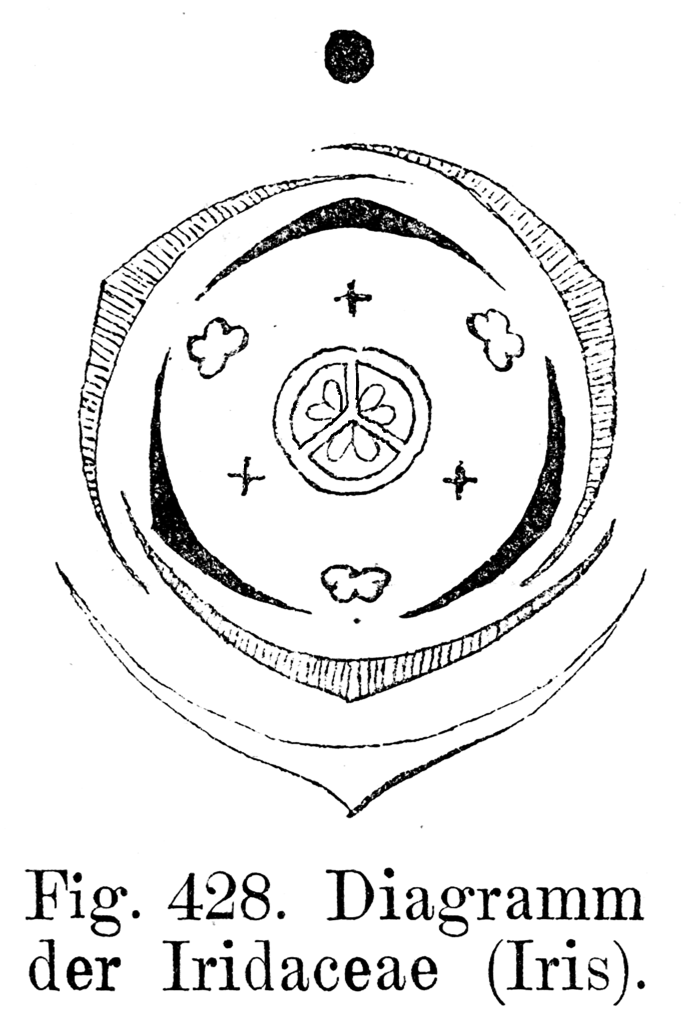
Bloemdiagram